# Colldejou (kommunhuvudort)
Colldejou är en kommunhuvudort i Spanien.   Den ligger i provinsen Província de Tarragona och regionen Katalonien, i den östra delen av landet, 400 km öster om huvudstaden Madrid. Colldejou ligger 448 meter över havet och antalet invånare är 196.
Terrängen runt Colldejou är kuperad. Runt Colldejou är det ganska tätbefolkat, med 100 invånare per kvadratkilometer. Närmaste större samhälle är Reus, 19,4 km öster om Colldejou. 